# Nepál na zimních olympijských hrách
Nepál na zimních olympijských hrách startuje od roku 2002. Na prvních hrách v roce 1924 získalo třináct členů neúspěšné britské expedice na Everest z roku 1922 olympijskou cenu za horolezectví, o něco později bylo toto ocenění uděleno také nepálskému členu expedice důstojníku Tejbiru Burovi z řad Gurkhů a sedmi indickým šerpům, kteří zahynuli. Jedinými reprezentanty Nepálu na ZOH byli ve 21. století běžci na lyžích Jay Khadka (2002) a Dachhiri Sherpa (2006, 2010 a 2014). Toto je přehled účastí, medailového zisku a vlajkonošů na dané sportovní události.

## Účast na zimních olympijských hrách
| Dějiště ZOH            | ZOH      | Vlajkonoš       | Zlatá medaile | Stříbrná medaile | Bronzová medaile | Celkem |
| ---------------------- | -------- | --------------- | ------------- | ---------------- | ---------------- | ------ |
| 2002 Salt Lake City    | ZOH 2002 | Jay Khadka      | 0             | 0                | 0                | 0      |
| 2006 Turín             | ZOH 2006 | Dachhiri Sherpa | 0             | 0                | 0                | 0      |
| 2010 Vancouver         | ZOH 2010 | Dachhiri Sherpa | 0             | 0                | 0                | 0      |
| 2014 Soči              | ZOH 2014 | Dachhiri Sherpa | 0             | 0                | 0                | 0      |
| 2018 Pchjongčchang     | ZOH 2018 | –               | –             | –                | –                | –      |
| 2022 Peking            | ZOH 2022 | –               | –             | –                | –                | –      |
| Celkem                 | 4        |                 | 0             | 0                | 0                | 0      |
| Zdroj na Olympedia.org |          |                 |               |                  |                  |        |